# Московсько-турецька війна (1676—1681)
Московсько-турецька війна 1676—1681 (також Московсько-османська війна 1676-1681 років) — війна Османської імперії (разом із васалами: Кримським ханством та Правобережним Гетьманатом) із Московським царством за українські землі. Відбулась під час царювання в Москві Федора Олексійовича.

## Передісторія
Причиною війни послужила спроба Османської імперії втрутитися в московсько-польське протистояння і захопити контроль над Правобережною Україною. У 1656 році посаду великого візира Османської імперії захопила енергійна людина Мехмед Кепрюлю, яка зуміла підсилити дисципліну армії і завдати декілька поразок ворогам. Австрія вимушена була укласти в 1664 році не особливо для неї вигідний Васварський договір, у 1669 році османи завоювали Крит.
У 1669 році гетьман Правобережної України Петро Дорошенко став васалом Османської імперії. Восени 1671 року армія Речі Посполитої на чолі з Яном III Собеським повела наступ на Поділля й захопила Брацлав, Могилів та Вінницю. Навесні 1672 року почалися широкомасштабні воєнні дії.
6 жовтня 1672 р. цар Олексій Михайлович оголосив війну Османській імперії та Кримському ханству: «В нынешнем во 181 году (1672) октября в 6 день, по указу великого царя и великого князя Алексея Михайловича сказано всем на Москве и в городы его великого государя грамоты посланы, что к великому государю, к его царскому величеству писал брат его государев… объявляя, что султан Турский с ханом Крымским на пагубу государств христианских начав от коруны польской в государство его вступил и… город Каменец-Подольской в подданство себе привел и учинил себе в том городе пристанище…».

## Хід війни

### Військові дії на Поділлі
27 серпня 1672 року об'єднана українсько-османсько-татарська армія, загони якої відповідно очолювали гетьман Петро Дорошенко, османський султан Мехмет IV і кримський хан Селім-Гірей, здобула фортецю Кам'янець (Кам'янець-Подільський) і вирушила на Галичину.
На початку вересня 1672 року союзницькі війська обложили Львів. Не маючи засобів для продовження війни, уряд Речі Посполитої 5 жовтня 1672 року уклав Бучацький мирний договір. Укладення Бучацького договору, за яким Річ Посполита відмовилася від претензій на Правобережну Україну, Московська держава розцінила як нагоду, не порушуючи Андрусівського перемир'я з Річчю Посполитою, захопити Правобережжя.

### Заняття Чигирина московськими військами
У 1676 році Дорошенко з 12-тисячним загоном захопив Чигирин, розраховуючи на підхід османського війська, але весною 1676 року московсько-українські війська під командуванням Івана Самойловича і московського воєначальника Григорія Ромодановського взяли в облогу Чигирин і змусили Дорошенка капітулювати. Залишивши в Чигирині гарнізон, московсько-українські війська відійшли на лівий берег Дніпра. Султан призначив гетьманом Правобережної України Юрія Хмельницького, котрий знаходився у нього в полоні, і в липні 1677 року вирушив на Чигирин із 120-тисячною кримсько-османською армією Ібрагіма-Паші. Московський гарнізон Чигирина витримав 3-тижневу облогу, а війська Самойловича і Ромодановського (52—57 тисяч людей) 28 серпня (7 вересня), що підійшли, розбили османсько-татарські війська у битві під Бужином і примусили їх відступити.

### Заняття Чигирина османськими військами
За наполяганням Ромодановського і Самойловича Чигирин був укріплений і невдовзі став оплотом проти майбутніх нападів османів. Воєводою до Чигирина був призначений І. І. Ржевський. Він узяв із собою досить великий військовий загін, багато запасів хліба, пороху і зброї.
Напад Османської імперії не примусив себе довго чекати: у липні 1678 року кримсько-османська армія (близько 200 тисяч чоловік) великого візира Кара-Мустафи оточила Чигирин. Московсько-українські війська (120 тисяч чоловік) під командуванням Ромодановського і Самойловича розбили османський передовий загін, але далі діяли поволі та нерішуче, тому підійшли до Чигирина лише 11 (21) серпня, коли османським військам вдалося вже захопити його.
Османи захопили Чигирин, винищили московський і козацький загони, спалили і зруйнували місто вщент. Московсько-українська армія покинула Чигирин напризволяще і відступила за Дніпро, відбивши напади османської армії, яка їх переслідувала. Ромодановський був відкликаний до Москви, Самойлович же залишився один на правій стороні Дніпра. Незабаром він повернувся на лівий берег Дніпра. Його син, Семен, випалив на правій стороні всі села, міста і містечка, щоб ворогу надалі притулку не було. Османи ж пішли за Дунай, спаливши Чигирин (див. Чигиринські походи).

## Переговори та укладення Бахчисарайського мирного договору
У 1679—1680 роках московські війська відбили напади кримських татар. У Москві дуже боялися нового походу військ Османської імперії, і щоб попередити його і напад кримського хана, в грудні 1678 року до Константинополя був посланий дворянин Даудов із пропозицією відновити дружні відносини. Гетьман Самойлович, з яким радилися із цього приводу, також схвально відносився до думки про укладення миру з Османською імперією і Кримським ханством. Прагнули миру і в самій Османській імперії.
Восени 1679 року Даудов повернувся назад із грамотою від великого візира, який вимагав для переговорів про укладення миру присилання особливого посла і пропонував, зі свого боку, відправити посланника до Криму для ведення мирних переговорів.
Наприкінці 1679 року до Криму до хана Мурада Гірея були відправлені з Москви Сухотін і дяк Михайлов, але це посольство скінчилося нічим, оскільки дяк Михайлов свавільно залишив Сухотіна і виїхав до Москви.
У серпні 1680 року були послані стольник Василь Тяпкін, що побував раніше в Речі Посполитій і досить вже досвідчений дипломат, дяк Микита Зотов та український писар Семен Ракович.
Після довгих зусиль, при яких хан загрожував тортурами, посланники уклали договір на наступних умовах:
1. перемир'я повинне було тривати 20 років, починаючи з 3 січня 1681 року
2. кордон між двома державами встановлювався по річці Дніпро;
3. протягом 20 років місцевість між Південним Бугом і Дніпром повинна залишатися нейтральною і незаселеною

та інші умови.